# Toto IV
Toto IV es el nombre del cuarto álbum de estudio de la banda de rock estadounidense Toto. Fue lanzado al mercado bajo el sello discográfico de Columbia el 8 de abril de 1982 (véase 1982 en música).
El álbum fue galardonado con seis premios Grammy, incluyendo "Grabación del Año" por "Rosanna", "Álbum del Año" para Toto IV, y "Productor del Año" para la banda. Llegó a # 4 en la lista de álbumes pop de Billboard Álbumes Pop poco después de su lanzamiento en 1982, y empezó a disminuir en la tabla. El sencillo "Rosanna" fue hit # 2. La canción "África" se lanzó como el tercer single y se convirtió en hit número uno de la banda. "I Won´t Hold You Back" y el sencillo siguiente vinieron los primeros 10. Con el éxito de "Africa", el álbum subió de nuevo a los 10 a principios de 1983. Los otros singles fueron "Make Believe" y "Waiting For Your Love".El Álbum vendió más de 5 millones de copias en ese año y fue certificado con Doble Platino. Forma parte de la lista de  los 100 discos que debes tener antes del fin del mundo, publicada en 2012 por Sony Music.

## Historial
En 1982 marcó el comienzo de la era más exitosa de Toto. Después de las ventas decepcionantes del Turn Back, la banda se encontraba bajo una gran presión de la disquera para producir un nuevo disco exitoso. Con Toto IV, la banda entregó uno de los discos de mayor éxito comercial de la década de los 80's. El álbum incluyó tres singles que llegaron al Top 10 en el Billboard Hot 100: "Rosanna", "África" y "I Won't Hold You Back" El álbum también apareció en varias listas de todo el mundo, la introducción de la banda a nuevas audiencias de todo el mundo. "África" encabezó las listas en febrero del 83 y fue una presencia constante en las radios de todo el mundo, pero fue "Rosanna", que hizo ganar a la banda múltiples nominaciones al Grammy. Toto IV ganó seis premios Grammy, incluyendo "Grabación del Año" para "Rosanna", "Álbum del Año" de Toto IV y "Productor del Año." Asimismo, este fue el primer álbum del recién ingresado Mike Porcaro, quien suplió a David Hungate, puesto que este último dejó la banda poco antes de comenzar a grabar el disco. La canción Rosanna se llama así porque fue el nombre de la exnovia de Steve Porcaro, la actriz Rosanna Arquette, pero la canción no era de ella, según el escritor David Paich. En el video musical de la canción, un joven Patrick Swayze aparece como uno de los bailarines, mientras que Cynthia Rhodes interpreta al personaje del título. Además de "Africa" y "Rosanna", el Toto IV continuó su exitosa carrera con el lanzamiento de otro single, "Make Believe". Toto hace una gira mundial durante todo el año 1982 en apoyo de Toto IV, durante el cual el cantante Bobby Kimball se rompió una pierna y se vio obligado a sentarse detrás de un piano a cantar.

## Temas
| Cara uno |                         |                          |                    |          |  |
| N.º      | Título                  | Escritor(es)             | Voces Principales  | Duración |  |
| 1.       | «Rosanna»               | David Paich              | Lukather y Kimball | 5:32     |  |
| 2.       | «Make Believe»          | Paich                    | Bobby Kimball      | 3:48     |  |
| 3.       | «I Won´t Hold You Back» | Steve Lukather           | Steve Lukather     | 5:00     |  |
| 4.       | «Good for You»          | Lukather & Bobby Kimball | Bobby Kimball      | 3:30     |  |
| 5.       | «It's a Feeling»        | Steve Porcaro            | Steve Porcaro      | 3:12     |  |

| Cara dos |                         |                                |                   |          |  |
| N.º      | Título                  | Escritor(es)                   | Voces Principales | Duración |  |
| 6.       | «Afraid of Love»        | Lukather, Paich & Jeff Porcaro | Steve Lukather    | 3:54     |  |
| 7.       | «Lovers in the Night»   | Paich                          | David Paich       | 4:30     |  |
| 8.       | «We Made It»            | Paich & Porcaro                | Bobby Kimball     | 4:01     |  |
| 9.       | «Waiting For Your Love» | Paich & Kimball                | Bobby Kimball     | 4:17     |  |
| 10.      | «Africa»                | Paich & Porcaro                | Paich y Kimball   | 4:55     |  |
| 42:04    |                         |                                |                   |          |  |

## Componentes
- Bobby Kimball - Coros y voz principal en pistas 1, 2, 4, 8-10
- Steve Lukather - Guitarra, coros, voz principal en pistas 1, 3 y 6, y piano pista 4
- David Paich - Teclados, voz principal en pistas 7 y 10, arreglos orquestales y de trompeta.
- Steve Porcaro - Teclados y voz principal en "It's A Feeling"
- Jeff Porcaro - Batería y percusión
- David Hungate - Bajo.

Y como invitado:
- Mike Porcaro - Violoncelo (pistas 3 y 8)

## Personal adicional
- James Newton Howard
- Tom Scott
- Lenny Castro
- Martyn Ford
- Jerry Hey
- Jim Horn
- Marty Paich
- Timothy B. Schmit

## Sencillos
- "Rosanna" / "It's a Feeling" #2(US) #3(UK)
- "Africa" / "We Made It" #1(US) #2(UK)
- "Africa" / "Good for You"
- "Make Believe" / "Lovers in the Night"#40(US)
- "I Won't Hold You Back" #10(US)
- "I Won't Hold You Back" / "Afraid of Love"
- "I Won't Hold You Back" / "Hold the Line" / "99" / "Goodbye Elenore"
- "Waiting For Your Love" #73(US)